# جو ویلیامز (کشتی‌گیر)
جو ویلیامز (به انگلیسی: Joe Williams؛ زادهٔ ۱۶ نوامبر ۱۹۷۴) کشتی‌گیر پیشین اهل ایالات متحده آمریکا در دستهٔ وزنی ۷۴ و ۷۶ کیلوگرم کشتی آزاد است. ویلیامز کشتی‌گیر آمریکا در المپیک ۲۰۰۴ آتن بود. او برندهٔ دو مدال برنز از مسابقات قهرمانی کشتی جهان (۲۰۰۱، ۲۰۰۵) و نیز دو مدال طلا از بازی‌های پان امریکن (۱۹۹۹، ۲۰۰۳) است.